# Кляйнхайстеркамп, Маттиас
Маттиас Кляйнхайстеркамп (нем. Matthias Kleinheisterkamp; 22 июня 1893 — 29 апреля 1945) — немецкий офицер, участник Первой и Второй мировых войн, обергруппенфюрер СС. Во время Второй мировой войны командовал рядом дивизий и корпусов.

## Биография
Родился 22 июня 1893 года в городе Эрбельфельд (ныне Вупперталь) в Германии в семье железнодорожного служащего Маттиаса Кляйнхайстеркампа. Окончив школу, вступил в германскую армию в 1914 году. Служил в Вестфальском сапёрном батальоне № 7, затем — в Лотарингском пехотном полку № 130 и в резервном пехотном полку № 219, в составе которого принял участие в Первой мировой войне. В 1914—1915 гг. воевал на Западном фронте, в 1915—1916 гг. — на Восточном фронте и в 1916—1918 — вновь на Западном фронте. Незадолго перед окончанием войны был серьёзно ранен в голову, оставшееся время вплоть до окончания войны провёл на лечении. За многочисленные заслуги был награждён Железным крестом обоих классов и серебряным нагрудным знаком «За ранение».
После Компьенского перемирия 1918 года вступил во фрайкор, затем служил в рейхсвере. 27 марта 1921 года женился на Элен Хойзинг-Эш, имел три сына и две дочери. 1 ноября 1933 года вступил в общие СС, 1 апреля 1935 года вступил в войска особого назначения СС (SS-VT), работал в офицерской школе СС «Брауншвейг» инструктором пехоты. Проработав там год, вступил в инспекцию SS-VT оберстгруппенфюрера СС Пауля Хауссера и работал там в качестве старшего штабного офицера. 20 апреля 1937 года вступил в НСДАП. Совершив серьёзные дисциплинарные проступки, в июне 1938 года получил выговор суда СС и был уволен со службы до августа 1938 года. По возвращении начал службу во 2-й танковой дивизии СС «Рейх» в Мюнхене, с 1 декабря 1938 года командовал III-м штурмбанном дивизии.

## Вторая мировая война
Находясь в этой должности во время вторжения в Польшу в 1939 году, командовал боевой группой «Кляйнхайстеркамп», отвечавшей за эвакуацию немецкого населения и дипломатических представителей Рейха из Варшавы. В мае 1940 года получил звание штандартенфюрера и был назначен командующим 3-м пехотным полком дивизии СС «Мёртвая голова», несмотря на то, что находился в натянутых отношениях с командиром дивизии Теодором Эйке. После ранения командира дивизии непродолжительное время в июле 1941 года командовал дивизией, пока не был сменён Георгом Кепплером. В течение следующих 3-х месяцев служил в дивизии до тех пор, пока из-за постоянных разногласий с Эйке не был переведён в оперативный штаб СС. Позже был назначен командиром 2-й танковой дивизией СС «Рейх». За отличное руководство дивизией был награждён Рыцарским крестом. В январе 1942 года после 4-х месяцев командования дивизией был назначен командиром 6-й горной дивизией СС «Норд», хотя принял командование дивизией только в июне. Проявил себя отличным командиром, был популярен среди солдат и офицеров дивизии. Командовал дивизией до декабря 1943 года, затем был переведён в SS-FHA. Вернулся на фронт в январе 1944 года, командовал VII-м танковым корпусом СС, III-м танковым корпусом СС, IV-м танковым корпусом СС и XI армейским корпусом СС. 28 апреля 1945 года попал в плен к советским войскам около деревни Хальбе, покончил жизнь самоубийством на следующий день. Был посмертно награждён Дубовыми листьями к Рыцарскому кресту.

## Награды
- Железный крест 2-го класса (1914).
  - Пряжка к Железному кресту 2-го класса (13 сентября 1939).
- Железный крест 1-го класса (1914).
  - Пряжка к Железному кресту 1-го класса (2 октября 1939).
- Знак за ранение (в серебре) (1918).
- Почётный крест ветерана войны (1934).
- Медаль «В память 13 марта 1938 года» Аншлюс-Медаль.
- Медаль «В память 1 октября 1938 года»
- Восточная медаль
- Рыцарский крест Железного креста (31 марта 1942).
  - Дубовые листья (№ 871) (9 мая 1945).
- Орден Креста Свободы 1-го класса (1943).
- Кольцо «Мёртвая голова»